# Washboard Jungle
Il Washboard Jungle è un gruppo di quattro uomini che combina elementi di musica folk, classic rock, commedia, danza e performance art. I membri comprendono Bob Goldberg (tastiere, fisarmonica, bulbul tarang, percussioni, voce), Henry Hample (banjo, fiddle, mandolino, ukulele, percussioni, voce), McPaul Smith (chitarra basso, brocca, percussioni, voce) e Stuart Cameron Vance (chitarre, kazoo, percussioni, voce). Hanno preso il loro nome dal film Blackboard Jungle.
Il gruppo fu fondato a New York nel 1989 da Henry Hample, figlio del noto umorista Stuart Hample. Spesso definita "banda brocca post-moderna", ha utilizzato fino a 40 strumenti musicali e utensili domestici nei suoi spettacoli dal vivo, tra cui lavatoi, cucchiai, bonghi, pennywhistle, melodica, uno schiacciapatate, una grattugia per carote, un martello giocattolo, aspirapolvere, bicchieri d'acqua e campionatori digitali. Reinterpretano le canzoni popolari tradizionali e le canzoni di altri artisti che vanno da Hoagy Carmichael ai Pink Floyd, ma scrivono anche canzoni originali in una vena comica.
Il gruppo ha una relazione di lunga data con il teatro di spettacolo sperimentale di New York Dixon Place e si è esibito in altri locali teatrali e musicali di New York, incluse le regolari apparizioni nella serie "No Shame" al Public Theatre. Hanno anche fatto tournée in festival, college e altri luoghi dal Maine alla Carolina del Nord. A volte si esibiscono per i bambini e continuano a ricevere passaggi radio sui programmi radiofonici per bambini. Si sono sciolti ufficialmente nel 1994, ma da allora si sono riuniti più volte.
Un poster che pubblicizza la band è visibile brevemente durante una scena del film Manhattan Murder Mystery del 1993, dietro al personaggio di Woody Allen.

## Discografia
- The Wash Cycle, 1994
- The Brown Album, 2000
- Sunnyland, 2016